# 리처드 타이슨
리처드 타이슨(Richard Tyson, 1961년 2월 13일 ~ )은 미국의 배우이다.

## 출연 작품
- XXX필름 연쇄살인 (2019)
- 네버 다이 걸스 (2019)
- 이터널 코드 (2019)
- 나이트 워크 (2019)
- 악인들의 도시 (2018)
- 아사룸 (2018)
- 분: 더 바운티 헌터 (2017)
- 새벽의 저주: 악령의 부활 (2016)
- 퍼펙트 웨폰 (2016)
- 더 섹터 (2016)
- 리벤지 (2016)
- 헤이라이드:죽음의마을 (2015)
- 썬큰 시티 (2014)
- 글로리 데이즈 (2014)
- 레지던트 데블 (2014)
- 굿나잇 레인의 악령 (2013)
- 몬도 홀로커스토! (2013)
- 헤이라이드 (2012)
- 더블 탭 (2011)
- 매직 맨 (2010)
- 원스 폴른 (2010)
- 두 번째 사랑 (2008)
- 빅풋 (2008)
- 리차드 3세 (2008)
- 새벽의 저주 - 온 더 플레인 (2007)
- 듀큐스 (2007)
- 빅 배드 울프 (2006)
- 비지테이션 (2006)
- 모스크바 히트 (2004)
- 파이어트랩 (2001)
- 블랙 호크 다운 (2001)
- 오퍼레이션 샌드맨 (2000)
- 미 마이셀프 앤드 아이린 (2000)
- 배틀필드 (2000)
- 데저트 썬더 (1999)
- 카마수트라 2 - 몬순 (1998)
- 판도라 프로젝트 (1998)
- 메리에겐 뭔가 특별한 것이 있다 (1998)
- 글래스 케이지 (1996)
- 타임 언더 파이어 (1996)
- 킹 핀 (1996)
- 파라오의 군대 (1995)
- 욕망의 일기장 (1994)
- 레드 슈 다이어리 3 (1993)
- 베이브 (1992)
- 유치원에 간 사나이 (1990)
- 투 문 정션 (1988)
- 3시의 결투 (1987)